# ديبتي نافال
ديبتي نافال هي ممثلة هندية، ولدت في 3 فبراير 1957 في الهند.

## أعمال

### أفلام
- (2016) آي ديل هاي مشكل
- (2016) ليون[7]

## وصلات خارجية
- ديبتي نافال على موقع IMDb (الإنجليزية)
- ديبتي نافال على موقع قاعدة بيانات الفيلم (الإنجليزية)